# Les Vertus de l'enfer
Les Vertus de l'enfer est un roman de Pierre Boulle.

## Résumé
Le roman raconte comment un junkie ancien médiocre étudiant en chimie devient malgré sa dépendance à l’héroïne, LE meilleur chimiste dans la synthèse de cette drogue.
Il décrit surtout le long chemin de souffrances et de renoncements de cet anti-héros, de  l'addiction à la drogue à l'addiction à ses recherches.

## Personnages principaux
- John Butler : héros du roman, ancien militaire et toxicomane.
- Stephens
- Docteur Edmund : psychiatre, ancien médecin militaire.